# Bướu
Bướu là khối mô tân tạo, được hình thành do sự tăng sản (hyperplasia) bất thường của các tế bào, thường tồn tại lâu dài (hoặc vĩnh viễn), ít phụ thuộc vào quy luật cân bằng nội môi (quy luật đồng tồn) của cơ thể, có thể tiến triển lành tính (bướu lành) hoặc ác tính (ung thư).

## Đặc điểm
Các bướu, dù lành hay ác tính thường có các đặc điểm chung như sau:
- Sự tăng trưởng của bướu thường không hài hòa với sự tăng trưởng của các mô bình thường. Bướu vẫn tiếp tục tiến triển sau khi nguyên nhân kích thích gây ra bướu không còn nữa.
- Bướu chỉ có thể xuất nguồn từ các tế bào có khả năng sinh sản.
- Các tế bào của bướu không "hồi biệt hóa", có thể trưởng thành không giống tế bào binh thường, do đó thường được gọi là giảm biệt hóa hay không biệt hóa.
- Các ung thư có thể xuất hiện theo sau một số kích thích (hóa chất, vật lý, hoặc virus) như thường được gọi là giảm biệt hóa hay không biệt hóa.
- Các bướu thường có nhiều ổ, ở các nơi có cùng loại mô. Ví dụ như nhiều trường hợp ung thư vú hai bên hoặc ung thư vú nhiều ổ
- Tăng sản và dị sản (dyplasia) thường xuất hiện hàng tháng, hàng năm trước khi có bướu
- Các tế bào ung thư có thể ngủ yên trong thời gian rất lâu.
- Thật ra đặc tính sinh học một số ung thư có thể bị thay đổi: sự tăng sản của tế bào ung thư không hoàn toàn độc lập mà tùy thuộc vào nơi cung cấp máu nuôi bướu, bị ảnh hưởng bởi nội tiết tố,của các loại thuốc và phụ thuộc vào tình trạng miễn dịch của cơ thể chủ (cơ thể mang bướu)
- Một số ít ung thư có thể tự khỏi

## Đặc tính sinh học của bướu lành và ung thư
Bướu lành và ung thư có đặc tính sinh học khác nhau. Xem bảng sau:
| Bướu lành                  | Ung thư              |
| -------------------------- | -------------------- |
| Biệt hóa                   | Ít biệt hóa          |
| Hiếm có phân bào           | Thường có phân bào   |
| Phát triển chậm            | Phát triển nhanh     |
| Không xâm nhập             | Xâm nhập             |
| Không phá hủy              | Phá hủy              |
| Có vỏ bọc                  | Không có vỏ bọc      |
| Không tái phát             | Tái phát             |
| Không di căn               | Di căn               |
| Không ảnh hưởng đến cơ thể | Ảnh hưởng lên cơ thể |

Trên thực tế, các tiêu chuẩn phân biệt này không có giá trị tuyệt đối và không đủ để miêu tả bướu lành hay bướu ác
Đặc tính hữu hiệu nhất của ung thư là khà năng di căn, nghĩa là bướu có thể cho những tế bào di chuyển đến nơi khác tạo nên những ổ ung thư mới ở xa. Ngoài ra, còn có những loại bướu có đặc tính trung gian hoặc có đặc tính chuyển tiếp giữa hai loại trên. Ví dụ:
- Bướu sợ bó (desmoid tumor) còn gọi là bướu sợi xâm nhập, loại bướu lành ở thành bụng, nằm trong cơ thẳng bụng, có thể xâm nhập và phá hủy mô kế cận và có thể tái phát sau mổ cắt bỏ bướu. Tuy nhiên, đây là loại bướu rất biệt hóa và không cho di căn.
- Các bướu mạch máu ở da rất dễ bị tái phát sau điều trị
- Một số bướu lành ở da như bướu cơ trơn có thể có nhiều ổ xuất hiện từng đợt, nhưng lại không phải là các ổ di căn mà chỉ là hình thái nhiều ổ của bướu.

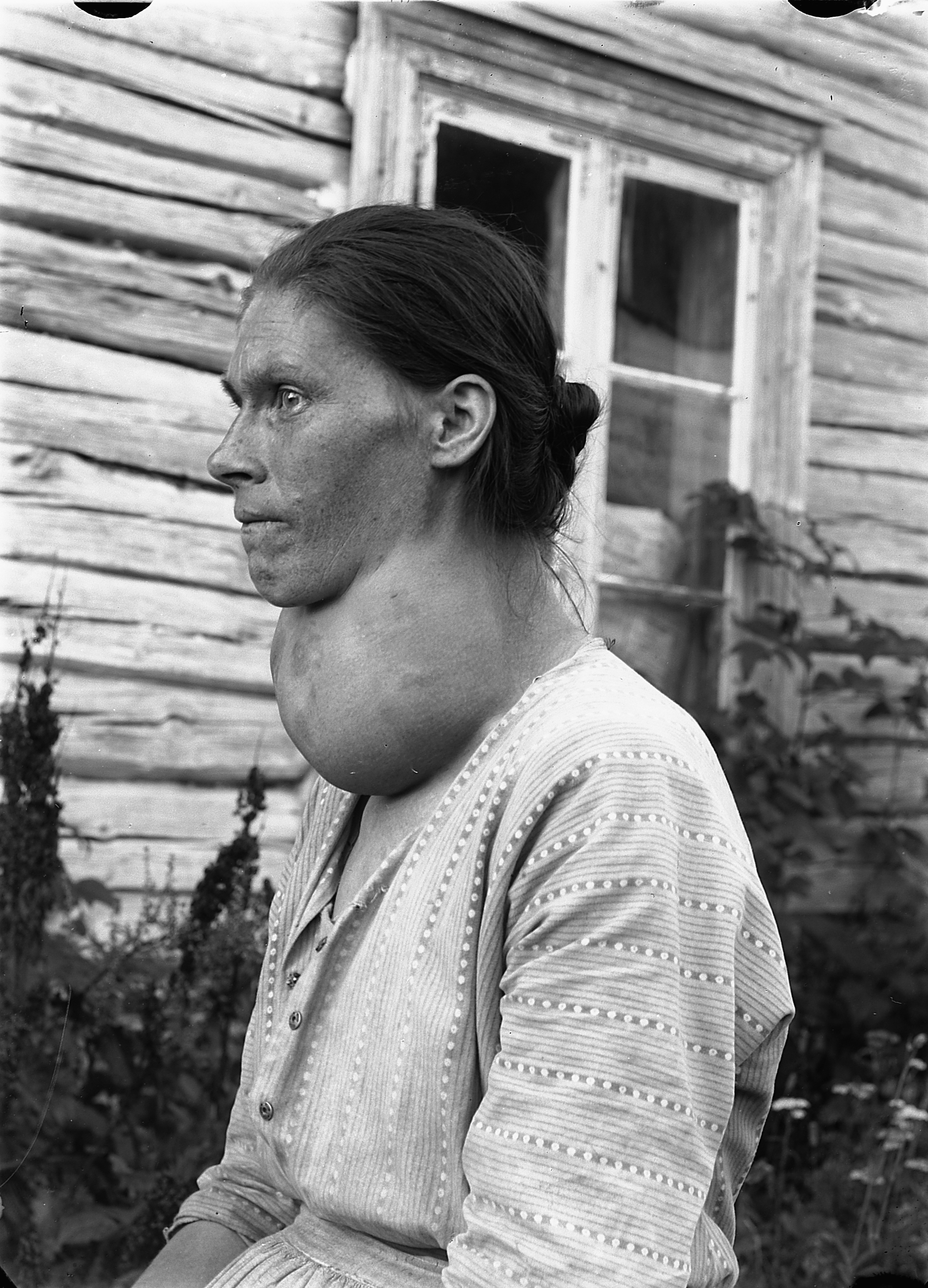
Bệnh nhân bị bướu cổ

- Bệnh nhân bị bướu cổMột số ung thư có thể rất biệt hóa, tế bào bướu thường không dị dạng, hiếm có phân bào. Ví dụ: carcinôm dạng nang của tuyến giáp. Nhiều khi chỉ có thể phân biệt với bướu lành nhờ dự vào các đặc tính xâm nhập vỏ bao và mạch máu của tế bào bướu, bướu tế bào gan chỉ phân loại dựa vào cấu trúc không có tiểu thùy của bướu
- Một số ung thư có thể có giới hạn rất rõ như ung thư thận, một số ung thư trong ống của vú
- Các ung thư của hệ thần kinh trung ương không cho di căn, ngoại trừ loại bướu nguyên bào ống tủy lan rộng theo ống não tủy, theo dịch não tủy

## Đặc tính đại thể của bướu
Dạng kinh điển
Dù hình thái đại thể của ung thư tùy thuộc nhiều yếu tố, người ta có thể chia ra vài dạng cơ bản
- Ở biểu mô phủ

- Dạng sùi
- Dạng loét
- Dạng ăn cứng
- Dạng loét sùi hay dạng loét ăn cứng
- Trong các tạng và cơ quan đặc

- Dạng cục
- Dạng khối to
- Dạng bọc
- Dạng nang
- Dạng não
- Dạng ăn cứng
Dạng bắt đầu
Tuy vậy, hiện nay các ung thư thường được phát hiện khi còn ở giai đoạn sớm. Mỗi loại ung thư thường bắt đầu bằng dạng đại thể riêng biệt.
- Ở da: dạng tổn thương nhỏ màu đỏ có vẩy, có đáy cứng, hoặc dạng cục nhỏ sẩm màu với nhiều mạch máu có khi kèm loét cạn (carcino 6m tế bào đáy)
- Ở niêm mạc Malpighi của đường tiêu hóa và hô hấp trên, tổn thương là vùng nhỏ loét, còn tính chất bóng láng, hoặc tổn thương gồ dạng nhú đau và đôi khi chảy máu.
- Ở niêm mạc Malpighi của cổ tử cung: vùng nhỏ không đều, có tăng sản mạch máu, loét hoặc không loét, có bờ hơi gồ cao, chỉ chảy máu ít nếu đụng vào và có xét nghiệm Schiller âm tính
- Ở niêm mạc trụ cao của dạ dày: Vùng nhỏ mất tính bóng láng, sung huyết nhưng vách dạ dày vẫn mềm mại; hoặc vùng loét trợt nông, giới hạn bởi những chỗ bị ép như bậc thang và có quầng đỏ chung quanh